# Alteau
Alteau, pseudonyme de Alain Smarrito, né le 14 février 1970 à Liège (province de Liège), est un auteur de bande dessinée et coloriste de bande dessinée belge francophone.

## Biographie
Alain Smarrito naît le 14 février 1970 à Liège, en Wallonie.
Alteau se destine à faire de la bande dessinée et il commence très jeune. À 10 ans, il fait une rencontre marquante en la personne de Paul Deliège qu'il considère comme son père spirituel, grâce à qui il côtoiera tous ses grands maîtres : Franquin, Macherot, Roba, Walthéry, Will. À 14 ans, il réalise une première publication dans Spirou. 
À 16 ans, il emménage à Paris et commence à dessiner pour de nombreux groupes de rock indépendants (punk rock, ska, reggae) et il monte également ses propres groupes — la musique est sa deuxième passion — dont The Herberts.
Ensuite, c'est Frank Margerin qui lui met le pied à l'étrier en lui offrant l'opportunité d'être son assistant sur la série Manu dont il réalise l'encrage des deux premiers tomes de la série publiés aux éditions Les Humanoïdes Associés. 
Ensuite, il travaille pour de nombreux journaux : Spirou, Le Journal de Mickey, Picsou, Grodada avec le professeur Choron. Dès 1985, on retrouve sa signature dans Saucysson Magazine.
De 1992 à 1993, il illustrera occasionnellement la rubrique Musiques à suivre dans (À suivre).
Puis, sa carrière se poursuit en tant que coloriste.
Il travaillera très régulièrement avec Florence Cestac et notamment sur ses principales séries Les Ados et Les Déblok ainsi que sur ses one shots. C’est en 1997 qu’il réalise entièrement son premier album en tant que dessinateur : Le Secret de l’Unesco, un documentaire sur les multiples formes d'intervention de l'UNESCO.
En 2006, il lance une nouvelle série qui conte la jeunesse de deux présidents de la République française. La série commence avec Le P’tit Chirac et se prolongera avec trois volumes consacrés à son successeur au palais de l'Élysée Le P’tit Sarko dont le dernier tome est sorti en 2012 aux Éditions Jungle.
En 2011, Alteau rejoint l’équipe de Vie de merde et illustre le sixième opus de la série intitulé Les Enfants ainsi que le dixième volume intitulé Les Profs en 2012.
Alteau sort Le Gros Livre des blagues écrit par les enfants : un comité de rédaction composé exclusivement d’enfants a sélectionné les meilleures blagues qu’Alteau et son complice Curd Ridel ont été chargés d’illustrer chez le même éditeur.
En 2020, il réalise Vin sur un scénario de Jack Domon dans la collection « Dicodrôle » publié par Casa éditions.
L'année suivante, il lance la série humoristique Tout est bon dans le Breton sur un scénario de Fabien Delettres chez le même éditeur. La série compte trois tomes et un hors-série en 2024.
En outre, il participe à quelques albums collectifs dont Qui a tué F. Walther ? - La B.D. des records. (1985), Le Père Noël dans ses petits souliers (Pictoris studio, 2007), C'est fou le foot sans les règles (Pictoris studio, 2008) et Boule et Bill font la fête (Dargaud, 2008).
Au décès de son mentor Paul Deliège en 2005, il lui rend hommage avec un billet posté sur le site ActuaBD et également dans Spirou no 3513 du 10 août 2005.
Il contribue graphiquement à l'ouvrage Françaises, Français, Belges, Belges, Lecteur Chéri, Mon Amour (Jungle !, 2005), dans lequel des dessinateurs illustrent des nouvelles de l'humoriste Pierre Desproges.

## Œuvre

### Collectifs
- Qui a tué F. Walther ? - La B.D. des records., Éditions Astrid, août 1985
Scénario : Bob de Groot - Dessin : collectif - Couverture : Clarke - Couleurs : noir et blancRéalisé, imprimé et vendu en une seule journée, le 23/08/1985 pour la librairie Marsupilami et Astrid.
- Le Père Noël dans ses petits souliers, Pictoris Studio, 15 novembre 1997
Scénario et couleurs : collectif - Dessin : collectif dont Alteau -  (ISBN 2-84098-345-1)
- C'est fou le foot sans les règles, Pictoris studio, mai 1998
Scénario : collectif - Dessin : collectif dont Alteau - Couleurs : quadrichromie -  (ISBN 2-84153-100-7)
- HS01. Boule et Bill font la fête, Dargaud, Paris, 27 Juillet 1999
Scénario et couleurs : collectif - Dessin : Roba et ses amis - (ISBN 2-87129-250-7)
- Aphasia terra incognita, Fédération belge des aphasiques francophones, Bruxelles, 2004
Scénario : collectif - Dessin : collectif dont Alteau - Couleurs : quadrichromie -  (ISBN 2-9600486-0-1) — Postface : Jean Van Hamme.

### Discographie partielle

#### Albums
- 2022 : Fellowship Of The force – Gandalf The Grey / The Shire Skinhead[18], artwork : Alteau (45 RPM), FrodOi! Records FR001.

#### Livres
: document utilisé comme source pour la rédaction de cet article.
- Jacques Fiérain, « Alteau », dans La BD dans les provinces de Liège, Namur et Luxembourg, Charleroi, Éd. l'Âge d'or, 2004, 112 p., ill. ; 31 cm (ISBN 9782960019698, OCLC 470388297, présentation en ligne), p. 4.
- Philippe Mellot, Michel Denni, Laurent Turpin et Isabelle Morzadec, Trésors de la bande dessinée : BDM 2023-2024 - Catalogue encyclopédique et Argus, Paris, Les Arènes, novembre 2022, 1677 p., ill. ; 23 cm (ISBN 9791037507280, OCLC 1351462460, présentation en ligne), p. 566, 792, 1030, 1042, 1434. .

#### Articles
- Olivier Jarrige, « La vie de rêve d’Alain Alteau », Le Républicain lorrain,‎ 26 août 2012 (lire en ligne, consulté le 19 juin 2023).

### Vidéographie
- [vidéo] « Alteau and Jeremya el Rios aka The Disaster Twins *Hurt* », sur YouTube